# Gare de Folkestone West
Ne doit pas être confondu avec Terminal de Folkestone du tunnel sous la Manche.
La gare de Folkestone West est une gare ferroviaire du Royaume-Uni, située sur le territoire de la ville de Folkestone.

## Situation ferroviaire

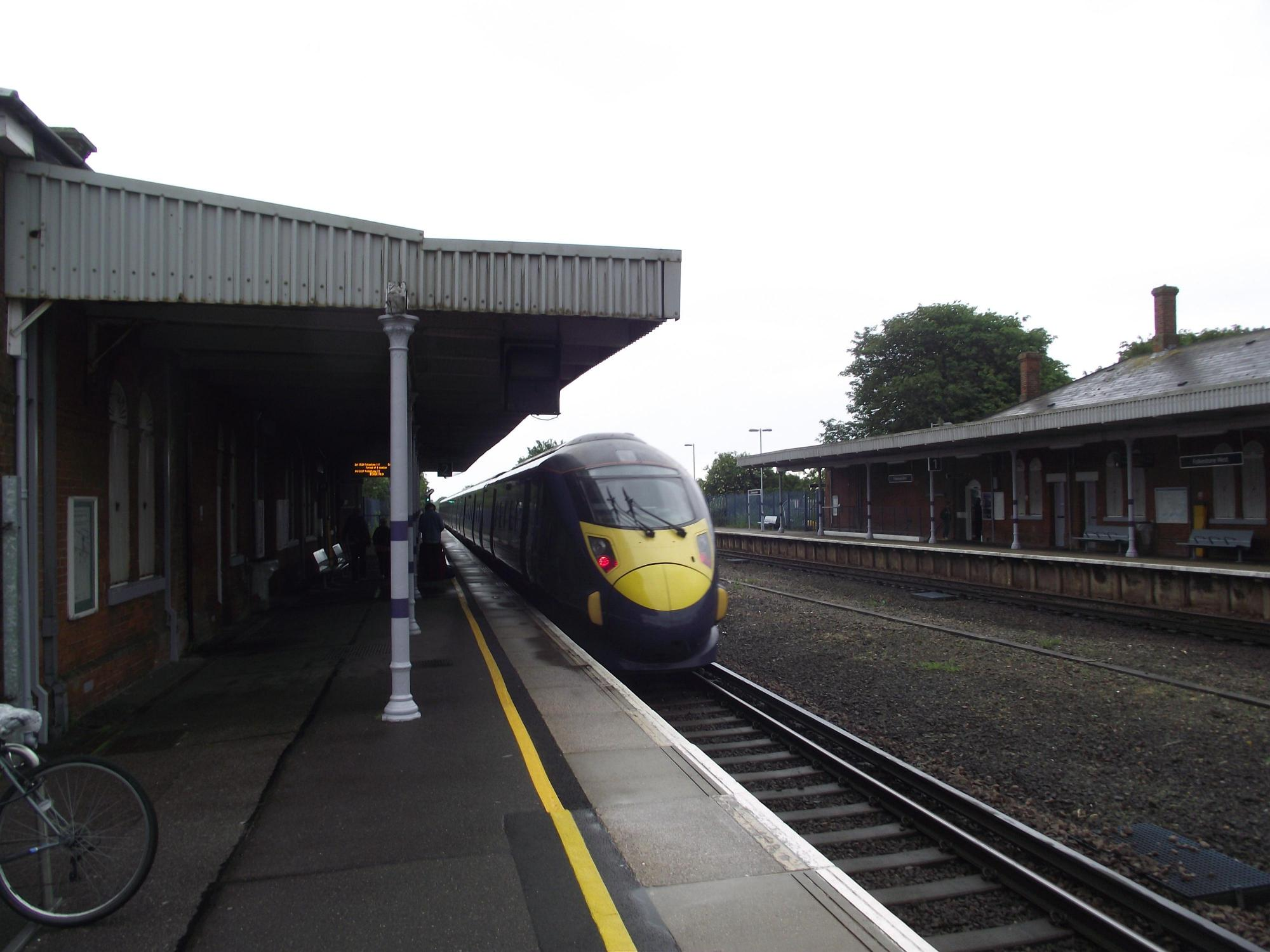

La gare de Folkestone West est située sur la South Eastern Main Line (en) entre les gares ouvertes de Sandling et Folkestone Central.

## Histoire
Jusqu'en 2023, la gare était désservie par le Belmond British Pullman (en) venant de Londres-Victoria qui permettaient aux voyageurs d'accéder au Venise-Simplon-Orient-Express partant de Calais-Ville et ayant généralement pour destination Venise-Santa-Lucia après une correspondance en car de luxe pour emprunter Le Shuttle d'Eurotunnel.